# Nosodendron glabratum
Nosodendron glabratum är en skalbaggsart som beskrevs av Champion 1923. Nosodendron glabratum ingår i släktet Nosodendron och familjen almsavbaggar. Inga underarter finns listade i Catalogue of Life.